# Блок, Александр Львович
Алекса́ндр Льво́вич Блок (20 октября [1 ноября] 1852, Псков — 18 ноября [1 декабря] 1909, Варшава) — русский правовед, профессор Варшавского университета, отец поэта Александра Блока.

## Биография
Окончил с золотой медалью новгородскую гимназию (1870) и юридический факультет Санкт-Петербургского университета. Выдержав магистрский экзамен (1876), получил кафедру государственного права в Варшавском университете. В 1880 году защитил магистерскую диссертацию: «Государственная власть в европейском обществе. Взгляд на политическую теорию Лоренца Штейна и на французские политические порядки». В своём труде автор указывает на ошибочность учения Лоренца Штейна о государственной власти как об отвлеченной силе, стоящей выше и вне отдельных общественных классов. Изложив подробно ход конституционного развития в Западной Европе и в особенности во Франции, Блок доказывает зависимость государственной власти от господствующего в данный период класса. Ученики А. Л. Блока: Е. В. Спекторский, Ш. Ашкенази, М. А. Рейснер, Н. Я. Новомбергский, Ф. В. Тарановский, В. В. Топор-Рабчинский.
Первая жена А. Л. Блока — Александра Андреевна, урождённая Бекетова, (1860—1923), дочь ректора Санкт-Петербургского университета А. Н. Бекетова. Познакомились они в салоне Анны Философовой. После рождения сына, будущего поэта А. Блока, Бекетова отношения с мужем разорвала из-за крайне деспотического и педантичного характера мужа.
Вторая жена — Мария Тимофеевна, урождённая Беляева, родная сестра генерала И. Т. Беляева, также не смогла выдержать тяжёлого характера мужа и после четырёх лет замужества ушла от него вместе с маленькой дочкой Ангелиной (16 марта 1892 — 2 февраля 1918).
Скончался 1 декабря 1909 года в Варшаве и был похоронен на Православном кладбище.

## Основные труды
- Государственная власть в европейском обществе: Взгляд на полит. теорию Лоренца Штейна и на фр. полит. порядки / [Соч.] А. Блока. — Санкт-Петербург, 1880.
- Политическая литература в России и о России: Вступ. в курс рус. гос. права / А. Л. Блок. — Варшава, 1884. (характеристика славянофилов и западников)
- Об отношении научно-философских теорий к практической государственной деятельности : Речь, сост. э.-орд. проф. Ал. Блоком по случаю торжеств. акта в Варш. ун-те, 30 авг. 1888 г. — Варшава, 1888.
- О финляндском вопросе: Крит. заметка / [Соч.] Ал. Блока. — Варшава, 1891.